# Jerònim de Càrdia
Jerònim de Cardia (en llatí Hieronimus, en grec antic Ἱερώνυμος) fou un historiador grec dels segles IV aC i III aC (entre els anys 350 aC i 270 aC), esmentat sovint com una de les principals autoritats per a la història de l'època que va seguir la mort d'Alexandre el Gran, ja que ell mateix va participar en molts dels fets. Va acompanyar a Èumenes, que com ell era ciutadà de Càrdia com a home de la seva confiança, primer quan encara Alexandre era viu, i després més tard. Per l'explicació que dona Ateneu de Naucratis sembla que la descripció que fa del cotxe funerari d'Alexandre, que transmet gran admiració, havia d'haver-lo vist a Babilònia quan l'estaven construint.

## Biografia
La seva primera menció expressa és l'any 320 aC quan va encapçalar l'ambaixada enviada per Èumenes, mentre estava tancat a la fortalesa de Nora, davant d'Antípater i abans de tornar va morir el regent, cosa que va canviar la situació política. Antígon el borni, desitjós de reconciliar-se amb Èumenes, va fer a Jerònim una oferta d'aliança que havia de transmetre a Èumenes, segons diu Diodor de Sicília. Encara que semblava que Antígon s'havia guanyat Jerònim, aquest va seguir a Èumenes i el va acompanyar fins a la seva captura final. A la darrera batalla de Gabiene (316 aC) va resultar ferit i va quedar presoner d'Antígon, que el va tractar amb amabilitat i el va guanyar definitivament per al seu servei.
El 312 aC Antígon el va enviar a recollir betum a la vora de la mar Morta, expedició que no va reeixir per l'hostilitat dels àrabs de la zona. Flavi Josep diu que va ser nomenat governador de Síria però això probablement és un error.
Mort Antígon el borni el 306 aC Jerònim va seguir al seu fill Demetri Poliorcetes i apareix el 292 aC com a governador de Beòcia per compte de Demetri, quan aquest havia conquerit Tebes. No se sap si va tornar a aquest càrrec quan Demetri va reconquerir Tebes que s'havia perdut però en tot cas va romandre al servei de Poliorcetes i del seu fill Antígon II Gònates. Es creu que va sobreviure a Pirros, ja que esmenta la seva mort (272 aC) a la seva història, segons diu Pausànias.
Va morir suposadament amb 104 anys i va romandre lúcid fins al final com diu Llucià de Samosata, encara que probablement al morir en tenia uns 80.

## Obra
L'obra històrica de Jerònim es menciona sota diversos títols: (τὰς τῶν διαδόχων ἱστορίας γεγραφώς (Diodor de Sicília) o ἐν τῇ περὶ τῶν ἐπιγόνων πραγματείᾳ, (Dionís d'Halicarnàs), i abraça un període des del 325 aC al 270 aC. Alguns autors han suposat que també va escriure sobre l'època en què va viure Alexandre, segons sembla deduir-se de Suides. Tampoc deu ser cert que la seva història sobre Pirros era una obra diferent, tot i les mencions que en fa Plutarc en les descripcions d'aquell príncep, i on cita amb freqüència Jerònim com a font. En aquesta part de la seva obra va parlar dels afers amb roma, i es considera el primer historiador grec que menciona una història de la ciutat i dels romans. Però el fet que Dionís no seguís les explicacions de Jerònim sobre l'atac de Pirros a Roma, es deu al fet que segons aquest autor, l'estil de Jerònim era defectuós i feia quasi impossible la seva lectura. Pausànies li censura la seva parcialitat cap a Antígon i Demetri, i la injustícia amb la que va tractar a Lisímac de Tràcia en front a Pirros. Contra Lisímac hi havia el fet que havia destruït Càrdia, la seva ciutat natal, i la va substituir per Lisimàquia.